# Pulau Sembilan
Pulau Sembilan is een bestuurslaag in het regentschap Langkat van de provincie Noord-Sumatra, Indonesië. Pulau Sembilan telt 1751 inwoners (volkstelling 2010).